# James Smith (évêque)
Pour les articles homonymes, voir James Smith et Smith.
James Smith, né en 1645 à Winchester  et mort à Wycliffe (Yorkshire) le 13 mai 1711, est un prélat catholique anglais qui fut vicaire apostolique du district du Nord de la Grande-Bretagne.

## Biographie
Né à Winchester, il poursuit ses études au collège anglais de Douai, puis il y enseigne. Il reçoit le grade de doctor divinitatis le 5 février 1680. Le 16 août 1682, il est nommé président du collège anglais de Douai, succédant à Francis Gage. Pendant qu'il est en poste, il hérite de son père un grand domaine (dont il lègue une grande partie à son frère cadet).
Fin 1686, le roi catholique Jacques II d'Angleterre le choisit pour être l'un des quatre vicaires apostoliques d'Angleterre et du Pays de Galles, ce qui est entériné par la Propaganda Fide, le 12 janvier 1687. Il est consacré évêque in partibus de Callipolis (de), le 13 mai 1688 à Somerset House. Il prend possession de son vicariat le 2 août suivant à York où il est accueilli par son clergé pour un Te Deum. Au cours d'une de ses visites pastorales, il est privé de sa crosse d'évêque par Thomas Osborne (1er duc de Leeds) qui la dépose dans la cathédrale.
Après la fuite de Jacques II, Mgr Smith s'enfuit d'York et trouve refuge chez Francis Tunstall de Wycliffe qui lui donne l'hospitalité jusqu'à sa mort. En 1700, il est question qu'il soit élevé au cardinalat pour devenir à Rome « protecteur des Anglais », charge restée vacante depuis la mort en 1694 du cardinal Howard de Norfolk; une délégation en ce sens est menée au château de Saint-Germain-en-Laye (lieu d'exil de Jacques II et de sa cour) auprès du duc de Berwick et de George Witham pour le faire nommer par Grégoire XI, mais cela n'aboutit pas. Il meurt à Wycliffe en 1711.
Il est l'auteur d'une lettre pastorale pour les fidèles d'Angleterre, de concert avec les trois autres vicaires apostoliques, dont Mgr John Leyburn du district de Londres, publiée en 1688 et rééditée en 1747.